# Schrumpfbach
Der Schrumpfbach, umgangssprachlich auch Schromb genannt, ist ein orografisch linker Nebenfluss der Mosel in Rheinland-Pfalz, Deutschland.

## Geographie
Der Bach fließt in der Gemarkung Metternich, einem Stadtteil von Münstermaifeld. Die Quellen wurden 1955 vom Gruppenwasserwerk gefasst, um sie später als Trinkwasser zur Verfügung zu stellen.
Von hier fließt der Schrumpfbach durch ein mit zahlreichen Mühlen bebautes Tal hinab nach Hatzenport, wo er in die Mosel mündet.

## Zuflüsse
- Mörzerbach (links), 1,0 km